# (2746) Hissao
(2746) Hissao es un asteroide perteneciente al cinturón de asteroides descubierto por Nikolái Stepánovich Chernyj desde el Observatorio Astrofísico de Crimea, en Naúchni, el 22 de septiembre de 1979.

## Designación y nombre
Hissao se designó al principio como 1979 SJ9.
Más tarde fue nombrado con las iniciales en inglés del Observatorio Astronómico de Hisar.

## Características orbitales
Hissao orbita a una distancia media del Sol de 2,248 ua, pudiendo alejarse hasta 2,438 ua y acercarse hasta 2,058 ua. Tiene una inclinación orbital de 3,977 grados y una excentricidad de 0,08458. Emplea 1231 días en completar una órbita alrededor del Sol.

## Características físicas
La magnitud absoluta de Hissao es 13,1. Está asignado al tipo espectral Sr de la clasificación SMASSII.